# Dumitru Stângaciu
Dan Dumitru Stângaciu (Braşov, 9 de agosto de 1964) é um ex-futebolista romeno que atuava como goleiro. Aposentou-se dos gramados defendendo o Kocaelispor no final da temporada 2000–01.

## Carreira profissional
Destacou no Steaua Bucureşti, onde jogou por 11 temporadas entre 1984 e 1995.
Pela Seleção Romena de Futebol, foi o primeiro reserva de Bogdan Stelea na Copa do Mundo de 1998.

## Títulos como jogador

### Braşov
- Segunda Divisão Romena (1): 1983–84

### Steaua Bucureşti
- Taça dos Clubes Campeões Europeus (1): 1985–86
- Supercopa da UEFA (1): 1986

- Campeonato Romeno (7): 1984–85, 1985–86, 1986–87, 1987–88, 1992–93, 1993–94 e 1994–95
- Copa da Romênia (3): 1984–85, 1986–87 e 1991–92
- Supercopa da Romênia (1): 1994

### Kocaelispor
- Copa da Turquia (1): 1996–97